# دهين (فيروزكوه)
دهين (بالفارسية: دهین) هي قرية تقع في قسم شهر أباد الريفي في إيران. يقدر عدد سكانها بـ 303 نسمة بحسب إحصاء 2016.